# Mošeja Al-Nukhailah
Mošeja An-Nukhailah (arabsko مسجد النخيلة) je zgodovinska imametska šiitska mošeja v mestu Kifl v Iraku. Mošeja je velik kompleks, zgrajen na nekdanjem judovskem mestu. Stavba vsebuje Ezekielov grob (arabsko مرقد نبي الله ذي الكفل), za katerega se domneva, da je grob koranskega preroka Dhu al-Kifla, ki se tradicionalno šteje za Ezekiela.

## Zgodovina
Kompleks je bil prvotno romarski kraj za Jude; v njej je bila grobnica preroka Ezekiela, zgrajena v 7. stoletju. Vendar imametski šiiti verjamejo, da ima to mesto svoje korenine v svetišču, ki ga je zgradil Abraham, na kar kaže opis Mahdija, ki ga je izvedel Muhammad al-Jawad, deveti imam. Leta 1316 je Ilkhan Öljaitü pridobil pravico do skrbništva nad grobnico in njegov sin Abu Sa'id Bahadur Kan je v celoti obnovil mošejo. Od takrat je bilo mesto obnovljeno in razvito kot islamsko versko mesto. V istem obdobju sta bila postavljena ikonični minaret in mošeja.
Leta 2014 so mesto, zlasti minarete, obnovila iranska podjetja in vakuf šiitske skupnosti, kar je stalo približno 800 milijonov iraških dinarjev.

## Arhitektura
Edinstvena kupola grobnice ima znotraj okrašene z muqarnas, na zunanji strani pa posnema vzorec satja. Površina in zgornji del stene je v času osmanskega Iraka poslikan s polikromiranim vzorcem. Doseže 20 metrov visoko in leži na temelju 4 kubičnih metrov.
Minaret je dostopen skozi majhna vrata. Korpus minareta je okrašen z več oblikami geometrijskih okraskov. Vključuje tri polja vzorcev, kot so friz in ponavljajoči se pasovi, ki se vsi vrtijo okoli telesa minareta. Ti okraski združujejo geometrijske oblike, obrise rastlin, vzorce kefije in kaligrafijo naskh. Perzijski napisi na minaretu in stenah mošeje so rahlo vidni in hvalijo ustanovitelja mošeje, Il-kana Öljaitüja.
Poleg Ezekielove grobnice je hodnik, ki vsebuje grobnice petih judovskih svetnikov na obeh straneh, za katere se verjame, da so bodisi prenesli ali sestavili Babilonski Talmud. Njihova imena so Jose ben Halafta, Joshua ben Hananiah, Yohanan ben Zakkai, Baruch ben Neriah (čigar grob je izoliran od drugih) in eden od duhovnikov, ki naj bi bil prenašalec Talmuda. V mošeji je tudi majhno svetišče, posvečeno Khidru.
Levo ob južni steni je manjša spominska točka, ki predstavlja kraj, opisan v legendi; rečeno je, da je tam Ali molil, medtem ko je ostal v mošeji v kampanji proti Haridžitom.